# UPL
株式会社UPL（ユーピーエル、UPL Co., Ltd）はかつて栃木県小山市に所在していた、ビデオゲームの開発、およびエレメカの製造販売を行っていた企業である。本社は栃木県小山市駅南町6-13-30、ビデオゲーム開発を行っていた東京営業所は東京都台東区上野3-16-3田口ビル3Fにあった（1992年時点）。
元々はユニバーサル（後のユニバーサルエンターテインメント）の販売子会社兼エレメカ開発部門として、1972年にユニバーサルプレイランドとして創業。1983年11月に社名を「ユーピーエル」に変更した。1992年3月に倒産。
2016年5月20日に、ハムスターがUPLのゲーム等に関する権利を取得したことを発表した。

## ビデオゲーム

### 凡例
- 『ゲーム批評』1999年5月号に掲載された連載「失われた伝説を求めて」に掲載された作品リストをベースとして表を構成している[3] 。
- 発表/発売時期および機種に関しては、原則としてUPLが販売および開発に関与したもののみを記載している。
- 発表/発売時期は特記のない限り、日本国内における発表および発売時期を記載している。

### タイトルリスト
| 発表/発売時期                     | タイトル名                   | ジャンル       | 機種                        | 備考 |
| --------------------------------- | ---------------------------- | -------------- | --------------------------- | --- |
| 1982年                            | スネーQ                      | アクション     | アーケード                  | - 旧社名「ユニバーサルプレイランド」時代の作品。 - 1982年9月末に開催された「第20回AMショー」で展示された。 - ヘビを操作して果物などを食べるゲーム内容。 |
| 1982年                            | デストロイヤー               | シューティング | アーケード                  | - 旧社名「ユニバーサルプレイランド」時代の作品。 - 1982年9月末に開催された「第20回AMショー」で展示された。 - 海戦を題材にしたゲーム内容。 |
| 1982年頃                          | バウンドボーイ               | 不明           | アーケード                  | - 旧社名「ユニバーサルプレイランド」時代の作品。 - 1982年9月末に開催された「第20回AMショー」に展示される予定だった。 |
| 1983年                            | フライデー                   | アクション     | アーケード                  | - 旧社名「ユニバーサルプレイランド」時代の作品。 - 1982年9月末に開催された「第20回AMショー」で展示された。 - 海中に沈んだ沈没船から、宝物を探して鳥に渡すゲーム内容。 |
| - 1983年2月[AC] - 1984年1月[MSX]  | マウサー                     | アクション     | - アーケード - MSX          | - 旧社名「ユニバーサルプレイランド」時代の作品。 - 1982年9月末に開催された「第20回AMショー」に展示される予定だった。 - MSX版の販売はソニー、開発はUPLによるもので、ソニーと業務提携の上でMSX版が供給された。                                                                                        |
| 1983年12月                        | NOVA2001                     | シューティング | アーケード                  | |
| 1984年頃                          | ドロドン                     | アクション     | MSX                         | - 販売はソニーだが、タイトル画面の権利表示には「1984 UPL」の文字が存在する。 - 原作は1983年のファルコンの業務用ゲーム。 |
| 1984年10月                        | 忍者くん 魔城の冒険          | アクション     | アーケード                  | - AC版はタイトーが販売。 |
| 1985年頃                          | スーパーウイング             | ピンボール     | アーケード                  | - 1985年2月に開催された「NAOアミューズメントエクスポ85」で展示された。 |
| 1985年4月                         | レイダース5                  | シューティング | アーケード                  | - AC版はタイトーが販売。 - 1985年2月に開催された「NAOアミューズメントエクスポ85」で展示された。 |
| 1985年6月                         | ぺんぎんくんWARS             | アクション     | アーケード                  | |
| 1986年頃                          | PIPI: オウムのピピの大冒険   | アクション     | MSX                         | - 販売は日本デクスタだが、タイトル画面には「UPL soft Co., Ltd 1984」の権利表示が存在する。 - 1984年7月にはUPLが本作を発売することが報じられており、自社ブランドあるいは大手家電メーカーからの販売が検討されていた。 - MSX向けのオリジナルタイトルであり、迷路ゲームと陣取りゲームを融合させた内容。 |
| 1986年9月                         | XXミッション                 | シューティング | アーケード                  | |
| - 1987年5月[AC] - 1988年5月[FC]   | 忍者くん 阿修羅ノ章          | アクション     | - アーケード - ファミコン   | - 『忍者くん 魔城の冒険』の続編。 - ファミリーコンピュータ版の開発はマイクロニクス。 |
| 1987年12月                        | ミュータントナイト           | アクション     | アーケード                  | |
| 1988年6月頃                       | アークエリア                 | シューティング | アーケード                  | |
| - 1988年12月[AC] - 1990年1月[PCE] | アトミックロボキッド         | アクション     | - アーケード - PCエンジン   | |
| 1989年                            | 浦島まあじゃん               | 麻雀           | アーケード                  | - 開発はNMK。 |
| 1989年7月                         | オメガファイター             | シューティング | アーケード                  | - AC版はカワクスが販売。 |
| 1989年10月                        | タスクフォースハリアー       | シューティング | アーケード                  | - 開発はNMK。 |
| 1990年6月                         | USAAF ムスタング             | シューティング | アーケード                  | - AC版はタイトーによる販売で『ゲームマシン』1990年7月15日号の記事にはUPL開発と記載されているが、実開発はNMKによるもの。 |
| 1990年9月                         | ゴモラスピード               | アクション     | PCエンジン                  | |
| - 1990年11月[AC] - 1991年9月[MD]  | 宇宙戦艦ゴモラ               | シューティング | - アーケード - メガドライブ | - AC版はタイトーが販売。 - メガドライブ版の開発はアイシステム東京。 |
| 1991年2月                         | バンダイク                   | アクション     | アーケード                  | - AC版はジャレコが販売。 |
| 1991年3月                         | 戦国忍者くん                 | アクション     | ゲームボーイ                | - 開発はNMK。 |
| 1991年5月                         | ブラックハート               | シューティング | アーケード                  | - 開発はNMK。 |
| 1991年7月                         | アクロバットミッション       | シューティング | アーケード                  | - AC版はタイトーが販売。 |
| 1992年1月                         | 鋼鉄要塞シュトラール         | シューティング | アーケード                  | - AC版はタイトーが販売。 |
| 1992年2月                         | 麻雀覇王伝カイザーズクエスト | 麻雀           | PCエンジン                  | - 開発はNMK。 |

## エレメカ
- フェニックス (1983) - ボーナスゲーム機能付きのルーレット。ボーナスの時にフェニックスが光るフィーチャーがある。システム基板自体は同時期を代表するルーレットであるカプコンの「フィーバーチャンス」(1983)と同じで、同じ音が鳴る[52]。
- 忍者くん - 同社のビデオゲーム『忍者くん 魔城の冒険』(1984)をテーマにしたルーレット。「フェニックス」とゲーム内容自体は同じ。
- ラッキークレーン - 見下ろし型のクレーンゲーム。基板にPSG音源を搭載しており、同社のビデオゲーム『忍者くん 魔城の冒険』のBGMが鳴る。クレーンゲームが登場した昭和中期より主流だったものの、昭和末期には『UFOキャッチャー』(1985、セガ)をはじめとする「正面型」の隆盛によって影が薄くなってしまった「見下ろし型」クレーンゲームの中にあって、昭和末期から平成初期にかけて広く展開され、「見下ろし型」を代表するシリーズとなった。UPL時代の製品としては「ラッキークレーンIV」が最終作。UPL倒産後、版権を継承したユウビスから「ラッキークレーンDX」シリーズ（DX、DX II、DX-III）が発売された。「ラッキークレーン」の版権を継承したアトラスから2003年に発売された「ラッキークレーン DX IV」が最新作。